# Mr. Owl Ate My Metal Worm
Singles de Destroy Rebuild Until God Shows
If You Think This Song Is About You, It Probably Is
(2010) Sex Life
(2011)
Pistes de D.R.U.G.S.
Graveyard Dancing
(03) Sex Life
(05)
Mr. Owl Ate My Metal Worm est une chanson du groupe Destroy Rebuild Until God Shows qui apparaît sur l'album D.R.U.G.S.. Sa version single est sortie le 6 décembre 2010. 

## Liste des pistes
| Mr. Owl Ate My Metal Worm | Mr. Owl Ate My Metal Worm | Mr. Owl Ate My Metal Worm       | Mr. Owl Ate My Metal Worm | Mr. Owl Ate My Metal Worm | Mr. Owl Ate My Metal Worm | Mr. Owl Ate My Metal Worm | Mr. Owl Ate My Metal Worm | Mr. Owl Ate My Metal Worm | Mr. Owl Ate My Metal Worm |
| No                        | Titre                     | Auteur                          | Durée                     |                           |                           |                           |                           |                           |                           |
| ------------------------- | ------------------------- | ------------------------------- | ------------------------- | ------------------------- | ------------------------- | ------------------------- | ------------------------- | ------------------------- | ------------------------- |
| 1.                        | Mr. Owl Ate My Metal Worm | Destroy Rebuild Until God Shows | 3:26                      |                           |                           |                           |                           |                           |                           |
| 3:26                      |                           |                                 |                           |                           |                           |                           |                           |                           |                           |